# Friedrich Thiele (Cellist)
Friedrich Thiele (* 30. November 1996 in Dresden) ist ein deutscher Cellist.

## Leben
Seine künstlerische Laufbahn begann in der Kinderklasse der Hochschule für Musik Carl Maria von Weber Dresden  bei Gunda Altmann und setzte sich am Landesgymnasium für Musik „Carl Maria von Weber“ Dresden fort. Hier erhielt er von 2006 bis 2011 Unterricht von Ulf Prelle, Solo-Cellist der Dresdner Philharmonie.
Von 2011 bis 2016 war Thiele Jungstudent in Leipzig in der Klasse von Peter Bruns. Friedrich Thiele ist seit 2016 Student in der Klasse von Wolfgang Emanuel Schmidt an der Hochschule für Musik Franz Liszt Weimar.
Thiele errang mehrere Preise bei nationalen und internationalen Wettbewerben. Dazu zählt der „Int. Cellowettbewerb Liezen“ 2008 und der „Int. Dotzauer-Wettbewerb“ 2005 und 2009.
2010 errang Thiele beim Bundeswettbewerb Jugend musiziert in der Solowertung Violoncello einen ersten Preis (Höchstpunktzahl) und einen Sonderpreis der Deutschen Stiftung Musikleben. Seitdem wird er von der Deutschen Stiftung Musikleben gefördert. Er spielt ein französisches Cello, 2. Hälfte des 19. Jahrhunderts, aus dem Deutschen Musikinstrumentenfonds.
Durch Erfolge beim TONALi-Wettbewerb 2015 in Hamburg (3. Preis und Publikumspreis), sowie beim Wettbewerb „Ton und Erklärung“ in München 2017 (1. Preis), begann Thiele eine internationale Karriere. Seit 2017 ist er in der TONALiSTEN-Agentur und wird durch sie gefördert.
In Folge der Wettbewerbe gastierte er als Solist bei dem Orchester des Nationaltheaters Brasília, der Deutschen Kammerphilharmonie Bremen und dem Münchner Rundfunkorchester.
Im Jahr 2018 folgten Engagements mit dem „Orquesta Sinfónica Simón Bolívar“ in Caracas und dem Rundfunk-Sinfonieorchester Prag in Wiesbaden. Als Kammermusiker debütierte Thiele 2017 mit einem Solo-Abend im Mariinsky-Theater Sankt Petersburg sowie bei dem „Vadim Repin / Trans-Siberian Art Festival“. Als Gast des Festivals Heidelberger Frühling war er im März 2018 zu hören.